# Évolué

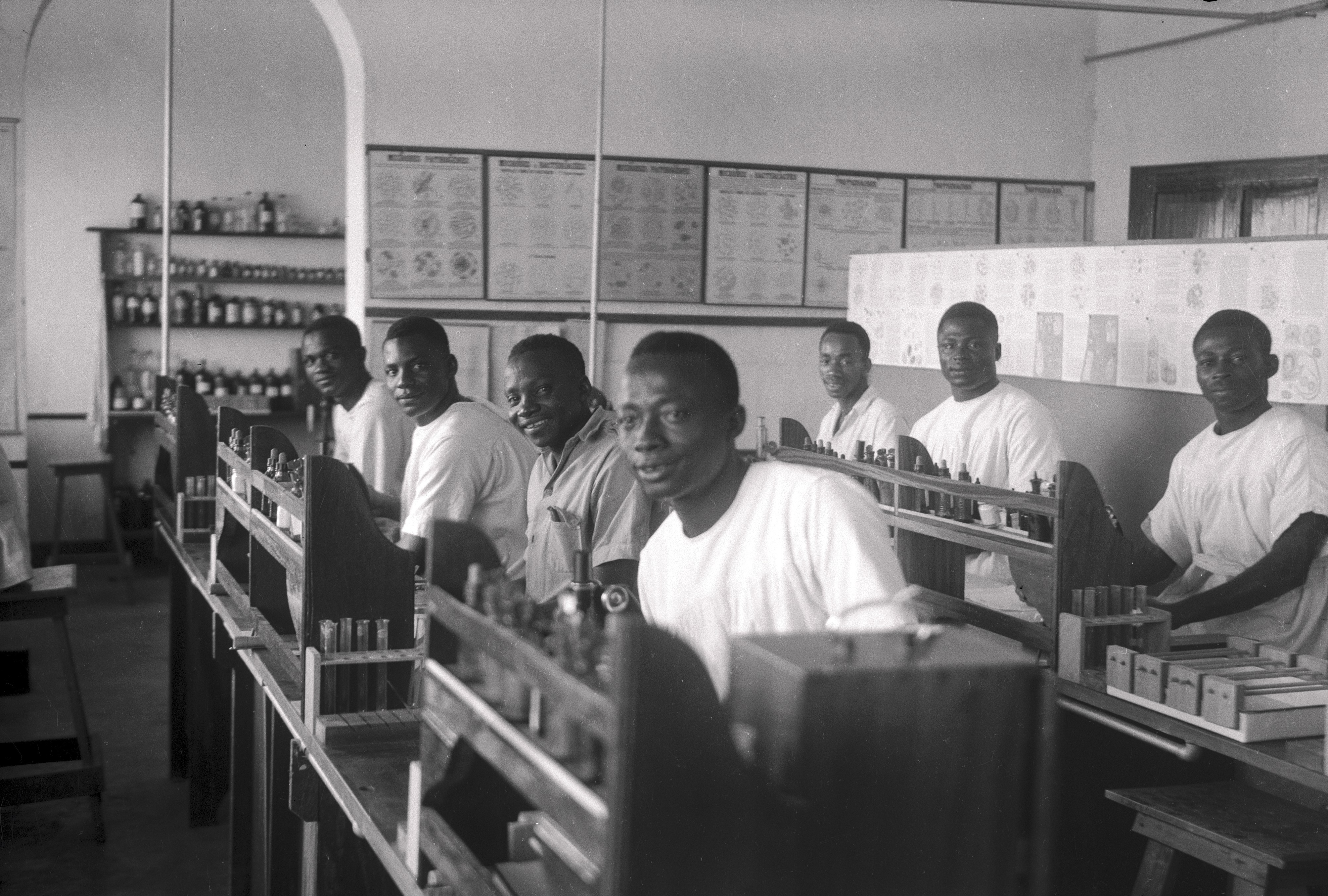
Évolués en el Congo Belga estudiando medicina.

Évolué (en francés, /evɔlɥe/, «evolucionado») es un término colonialista francés para referirse a un africano nativo o asiático que ha sido europeizado a través de la educación y/o la asimilación cultural, adoptando patrones de comportamiento y valores europeos. Se usaba comúnmente en los imperios coloniales belga y francés. Los évolués conocían el idioma francés, seguía las leyes europeas (en lugar de las habituales), por lo general tenía empleos de cuello blanco (es decir, condiciones ligeramente mejores que el resto de sus compatriotas) y vivía principalmente en áreas urbanas de la colonia.

## Colonias belgas
El término también se usó para describir la creciente clase media nativa en el Congo Belga (la actual República Democrática del Congo) entre la última parte de la Segunda Guerra Mundial y la independencia de la colonia en 1960. Tras la independencia, la mayoría de los évolués ocuparon puestos especializados (dependientes, enfermeros...) que surgieron gracias al auge económico en el país después de la guerra. Los administradores coloniales definieron un évolué como «un hombre que ha roto los lazos sociales con su grupo, [y] ha entrado en otro sistema de motivaciones, otro sistema de valores». Si bien no existían criterios universales para determinar a una persona como évolué, en general se aceptaba que uno tendría «un buen conocimiento del francés, se adheriría al cristianismo y tendría alguna forma de educación posterior a la primaria». Al principio de su historia, la mayoría de los evolués buscaban usar su estatus único para ganar privilegios especiales en el Congo. Pidieron que la administración colonial reconozca su papel como mediadores entre los belgas y los «salvajes nativos».

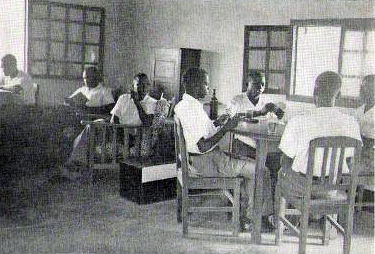
Un club social en el Congo Belga (1943).

Como las oportunidades de movilidad ascendente a través de la estructura colonial eran limitadas, la clase évolué se manifestó institucionalmente a través de clubes y asociaciones. A través de estos grupos podían disfrutar de privilegios triviales que los hacían sentir distintos de las «masas» congoleñas. En 1947, había 110 clubes sociales que constaban de 5609 miembros en todas las ciudades del Congo. De 1952 a 1956, el número de clubes aumentó de 131 a 317, y de 7661 miembros a 15 345. La mayoría de estas asociaciones eran bastante pequeñas, pero algunas finalmente crecieron en tamaño para abarcar regiones enteras y grupos étnicos, como la Alianza de los Bakongo.
Para 1958, los funcionarios coloniales estimaron que había 175 000 personas que podrían ser clasificadas como évolués en la colonia. En los últimos años previos a la independencia, los évolués desempeñaron un papel importante en la propaganda pro-colonial, ya que se creía que ejemplificaban el éxito de la misión civilizadora belga iniciada bajo el rey Leopoldo II. En particular, se consideró que después de la independencia, la asimilación de los valores europeos por parte del evolués significaba que los habitantes civiles belgas del Congo podrían continuar viviendo en el Congo como parte de un estado multirracial culturalmente europeo.
En 1954, el gobierno colonial abrió la Universidad Lovanium en Léopoldville para proporcionar educación universitaria al evolués congolés.
Muchos de los líderes de los partidos nacionalistas africanos en el Congo Belga eran miembros de la clase évolué. En la década de 1970, el presidente del Zaire Mobutu Sese Seko lanzó una política conocida como  Authenticité (/otɑ̃tisite/) o zairinización en la que llamó al pueblo zaireño a renunciar a todos los legados culturales del período colonial vistiéndose y hablando de una manera «auténticamente» zaireña.

## Colonias francesas
En el imperio colonial francés, los évolués eran vistos como individuos que eran el producto final deseado de la política de asimilación de Francia. Los évolués fueron tratado como una élite entre los negros, y recibían privilegios de la administración colonial.